# Bernadea, Mureș
Bernadea, mai demult Bernadia, Bărnadia (în maghiară Bernád, în germană Bernhardsdorf, Bernhardt) este un sat în comuna Bahnea din județul Mureș, Transilvania, România.

## Localizare
Bernadea este situată în lunca Târnavei Mici aici se poate ajunge pe drumul comunal DC 71 Bahnea - Bernadea - Căpâlna de Sus - DJ 142. Bernadea se găsește la aproximativ 15 km de Târnăveni. Localitatea este racordată la rețeaua feroviară din anul 1896, odată cu darea în folosință a Căii ferate Blaj–Praid.

## Istoric
Această localitate este atestată documentar în anul 1301, sub denumirea terra Bernad, dar istoria sa este mult mai veche. Cercetările arheologice efectuate pe raza localității, coordonate de regretatul academician Constantin Daicoviciu și de colaboratorii săi Nicolae Vlassa și Ioan Glodariu, au dezvăluit urme de viață materială și spirituală încă din epoca neolitică (5500-2200 î. Hr.). De asemenea, pe înălțimea „Dâmbău” a fost descoperită o fortificație din epoca dacică, formată din valuri de pământ cu palisadă și un șanț considerabil. 

## Populație
Evoluția demografică a satului din anul 1850 este următoarea:
- în 1850 erau 393 locuitori din care 250 români, 69 maghiari, 4 evrei și 70 rromi
- în 1930 erau 333 locuitori din care 301 români, 22 maghiari, 3 evrei și 7 rromi
- în 1977 erau 244 locuitori din care 196 români, 2 maghiari și 46 rromi
- în 1992 erau 134 locuitori din care 134 români, 4 maghiari și 56 rromi

## Imagini

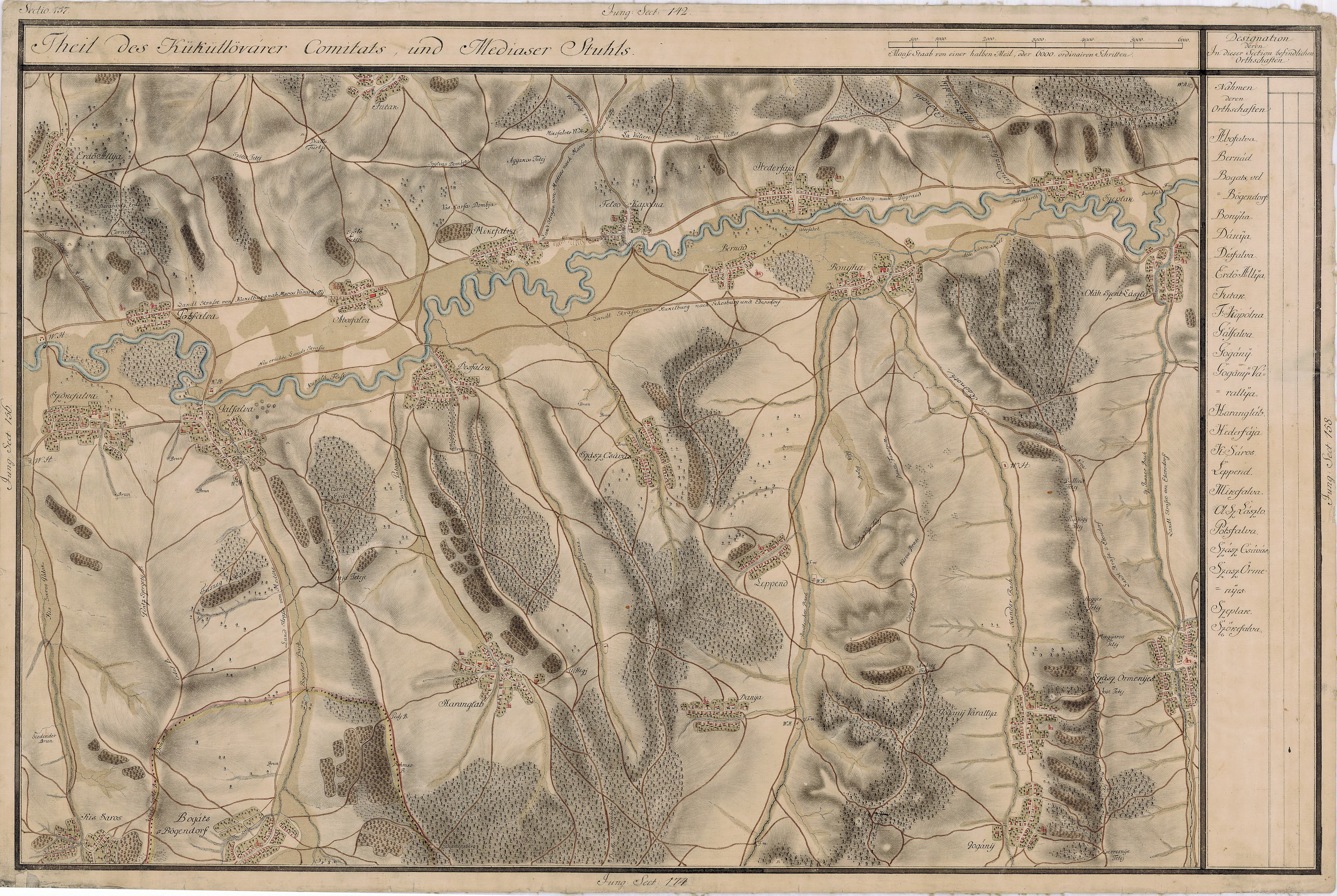
Bernadea pe Harta Iosefină a Transilvaniei, 1769-73
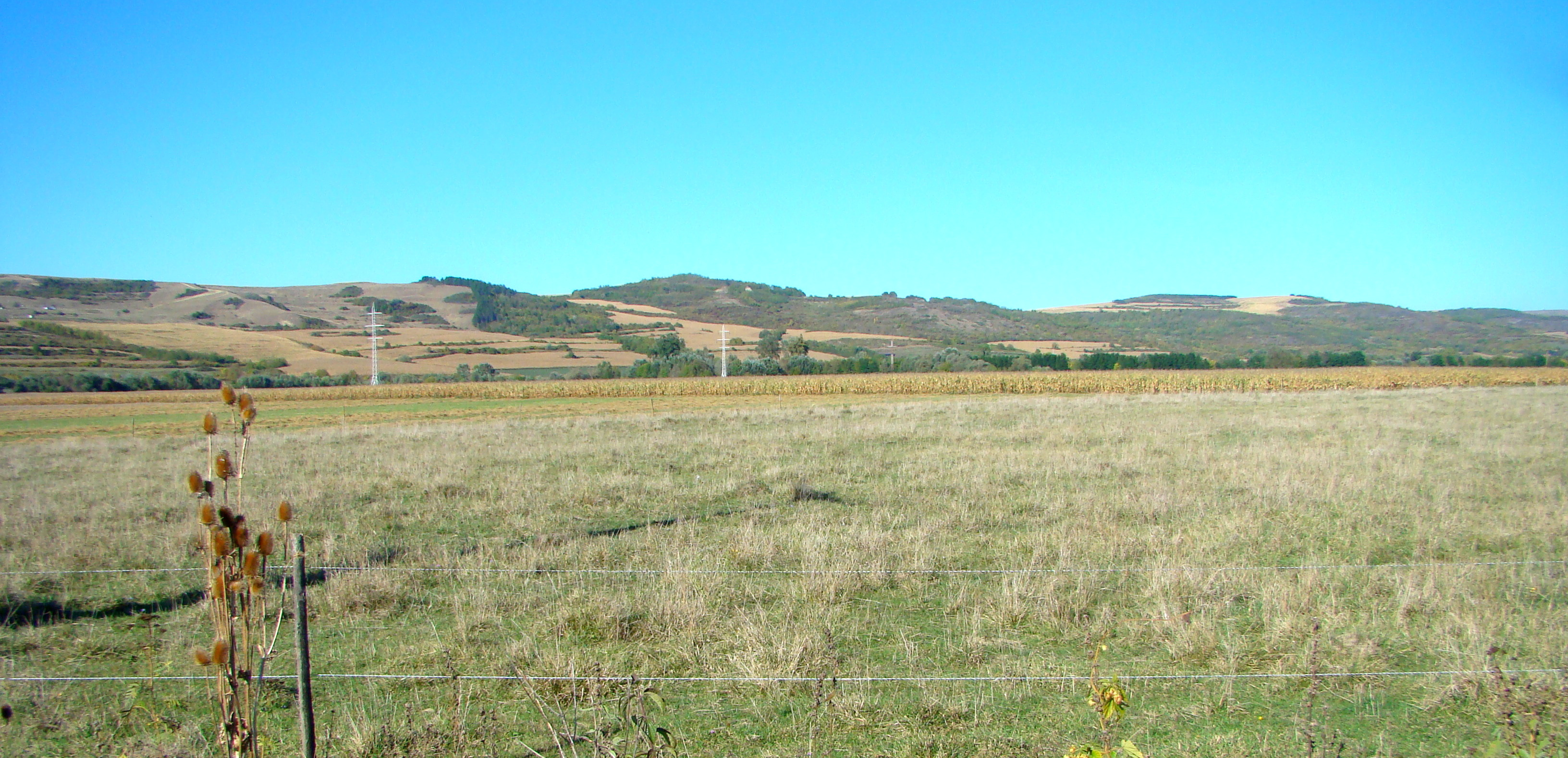
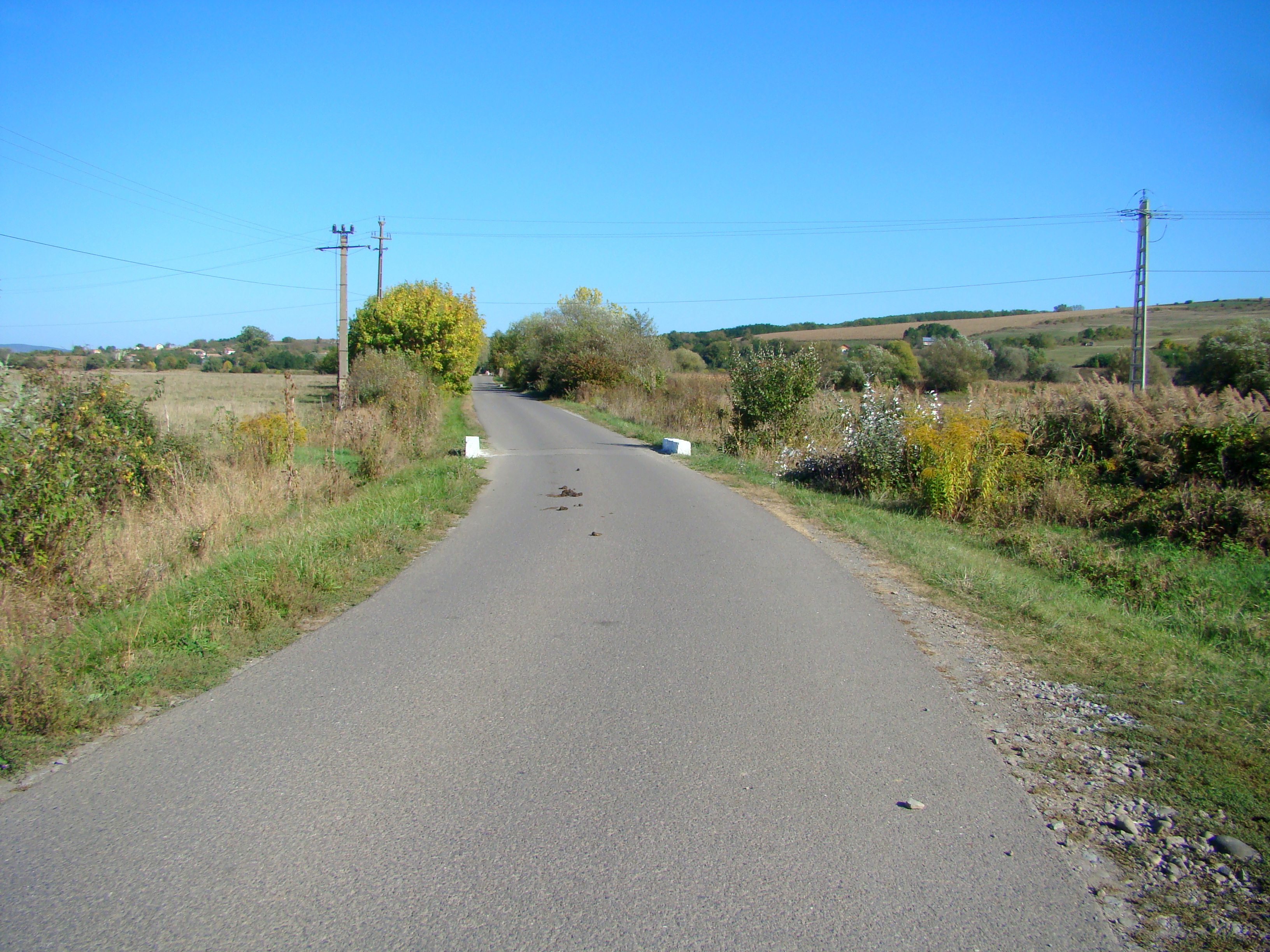
Drumul spre satul Bernadea
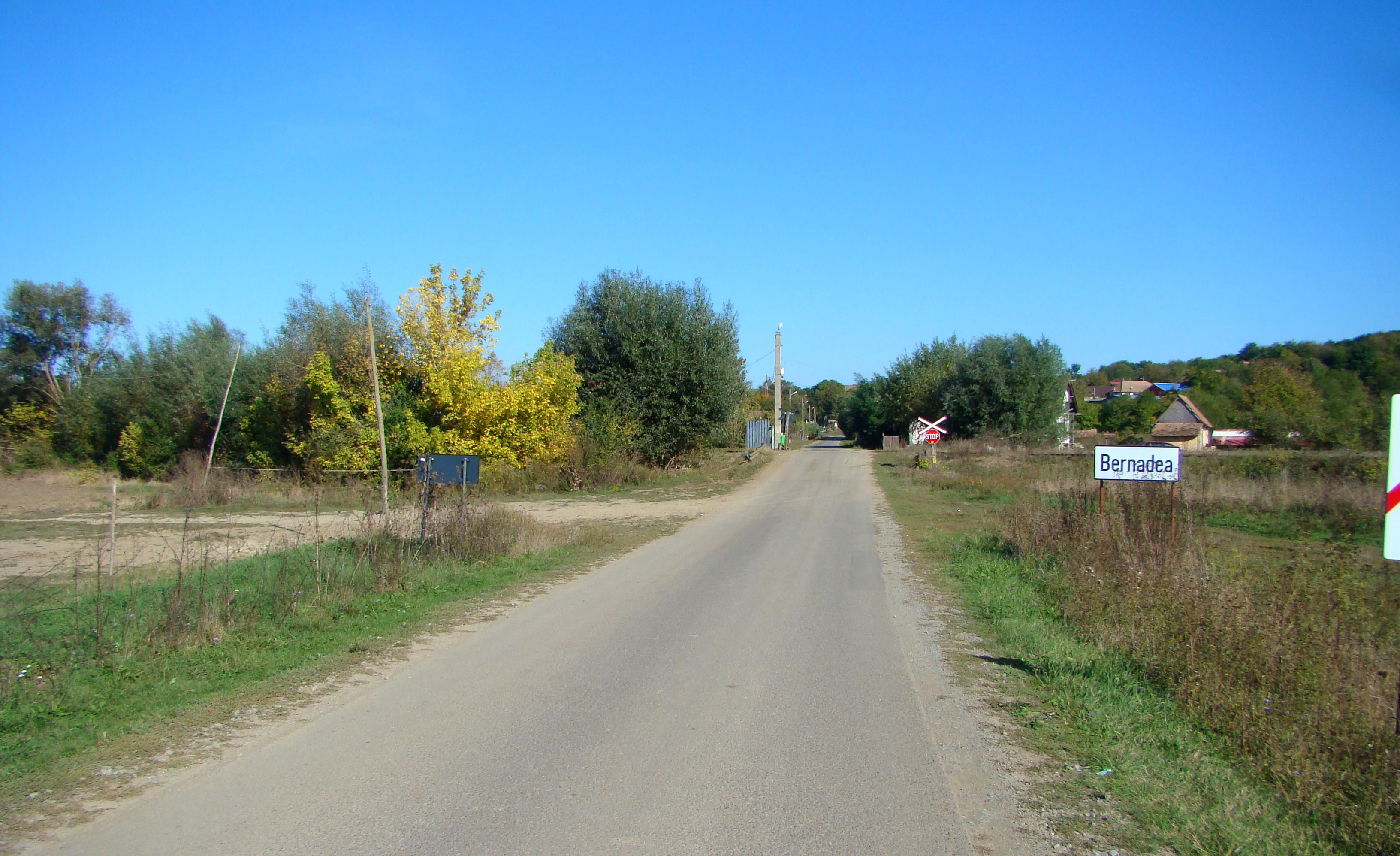
Intrarea în localitate
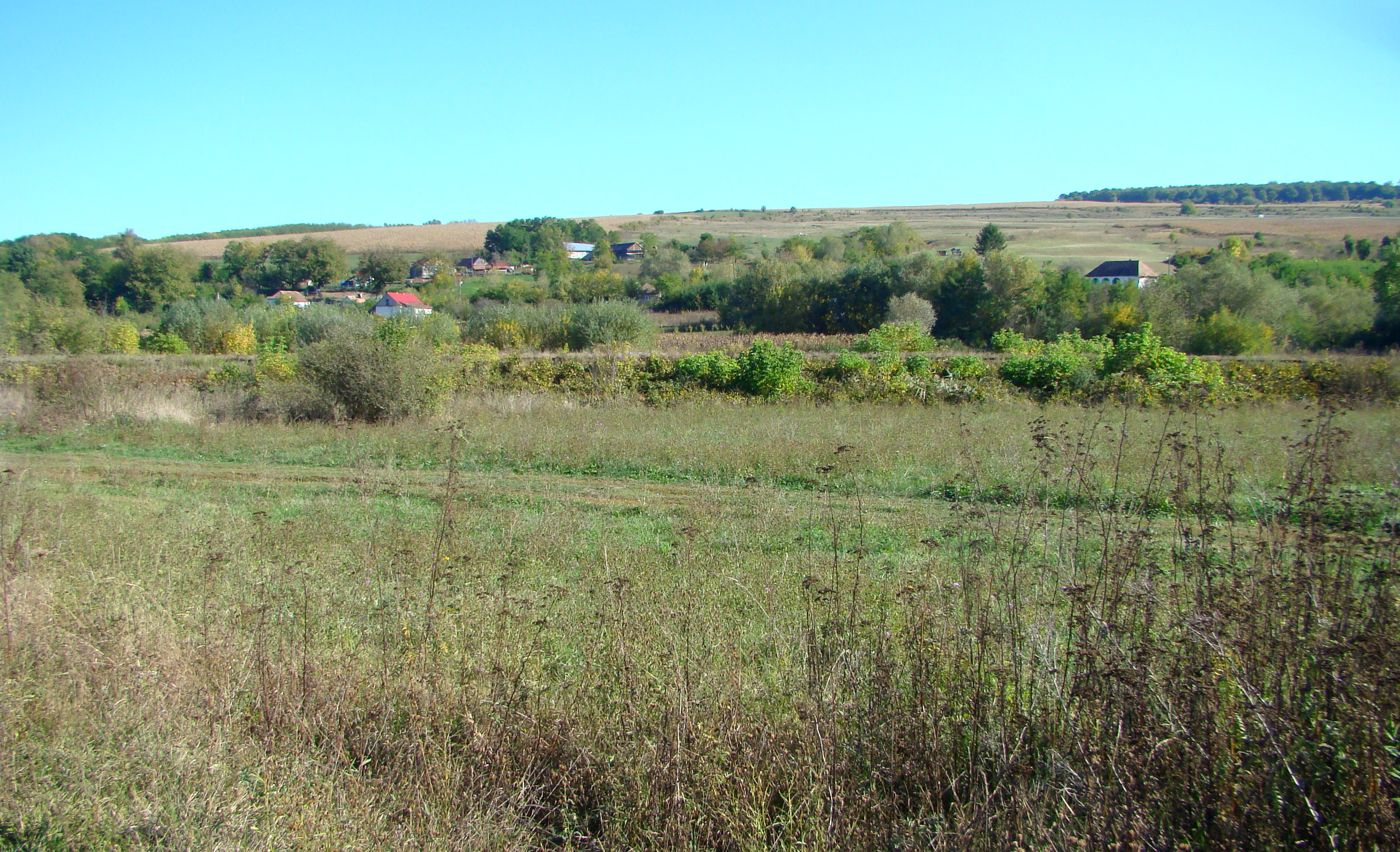
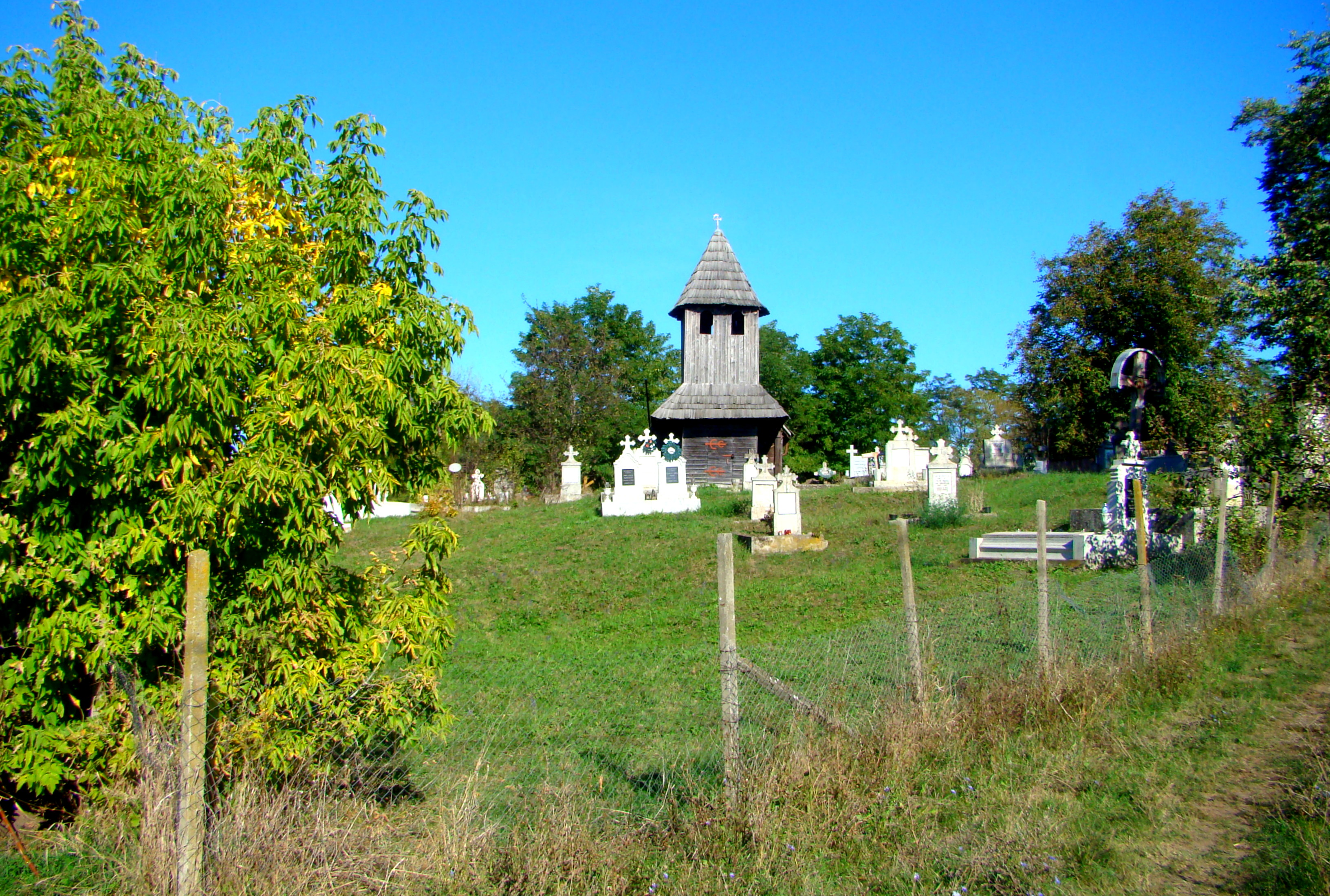
Biserica de lemn din Bernadea (monument istoric)
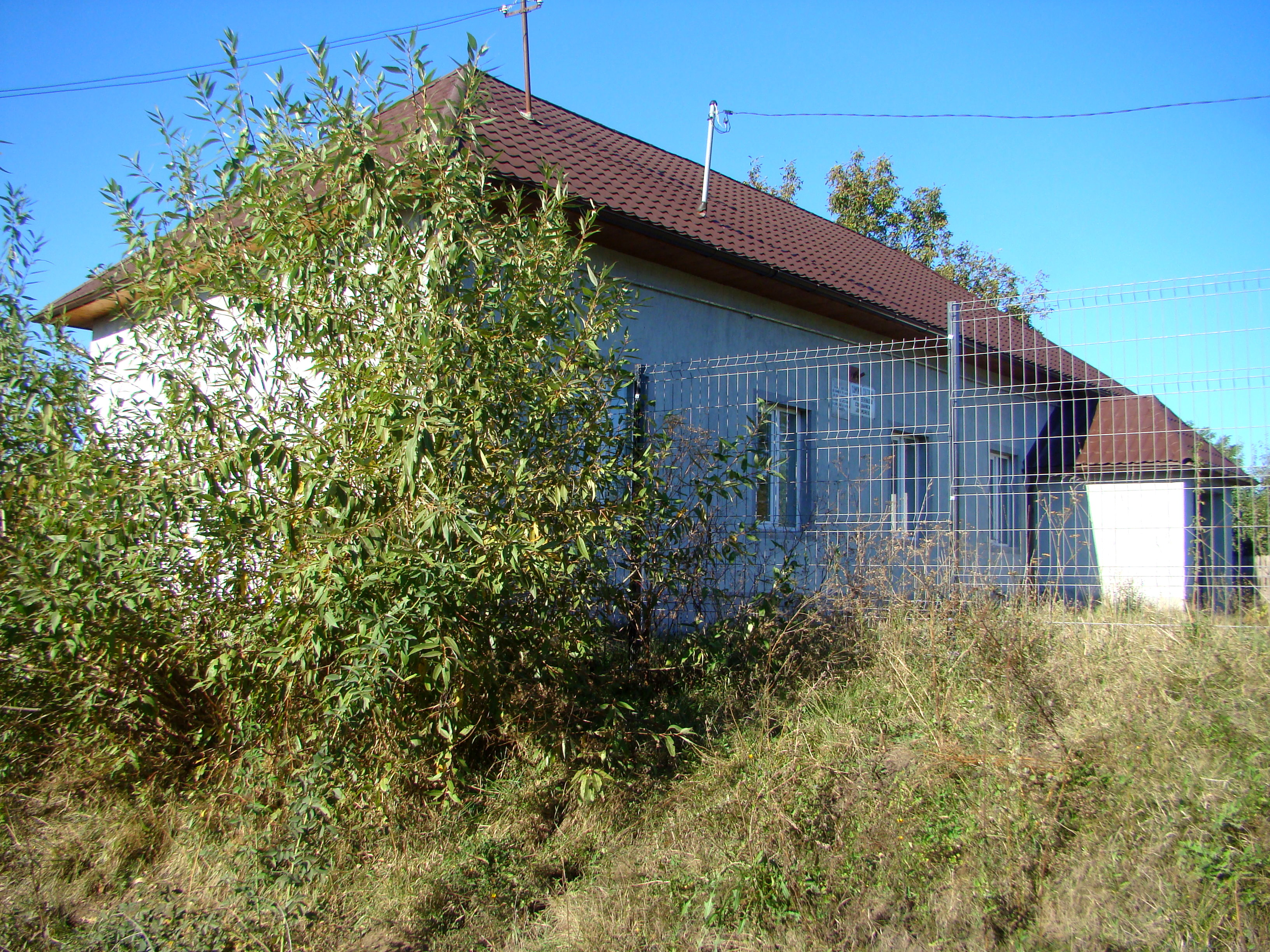
Căminul cultural
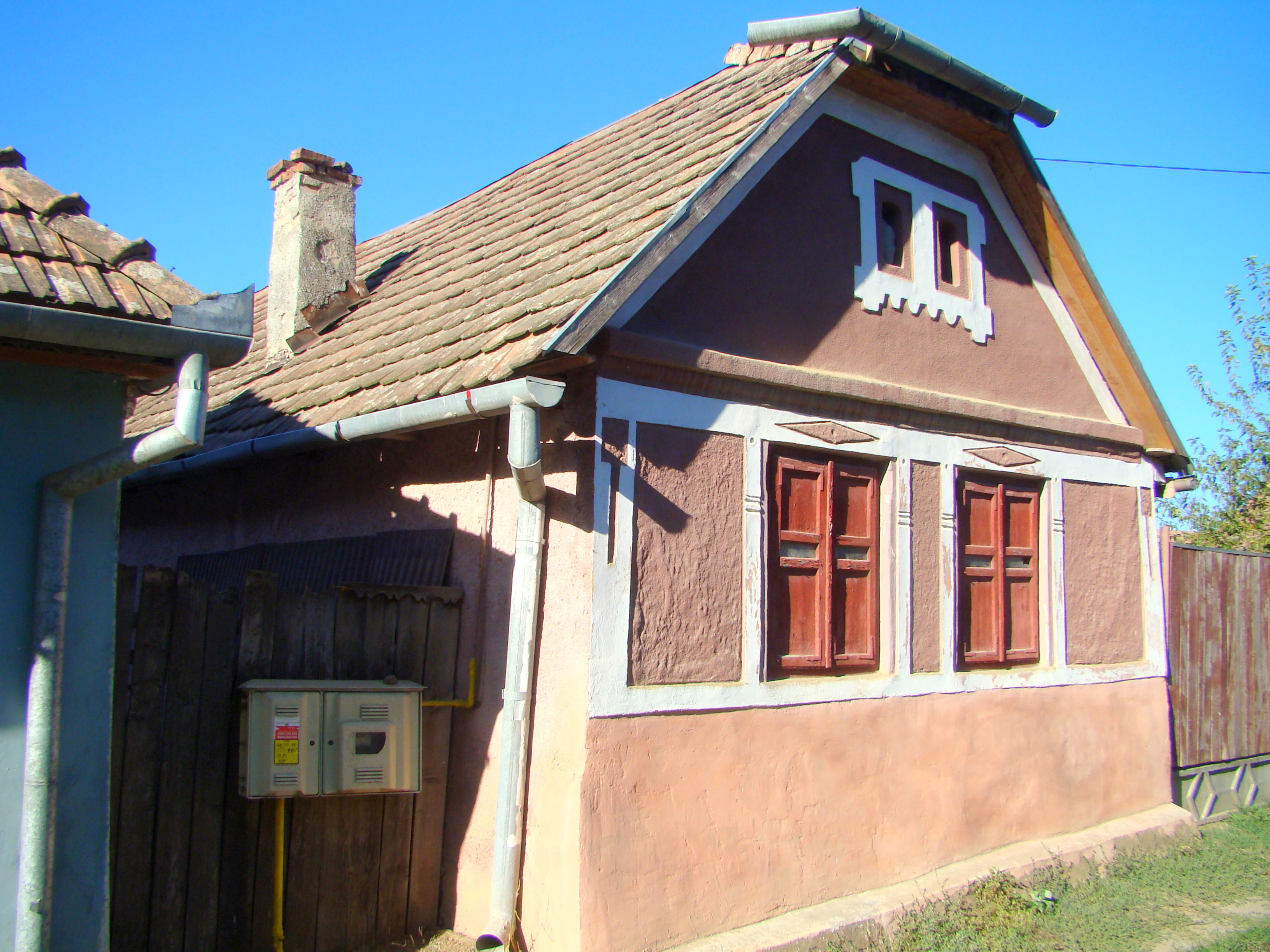
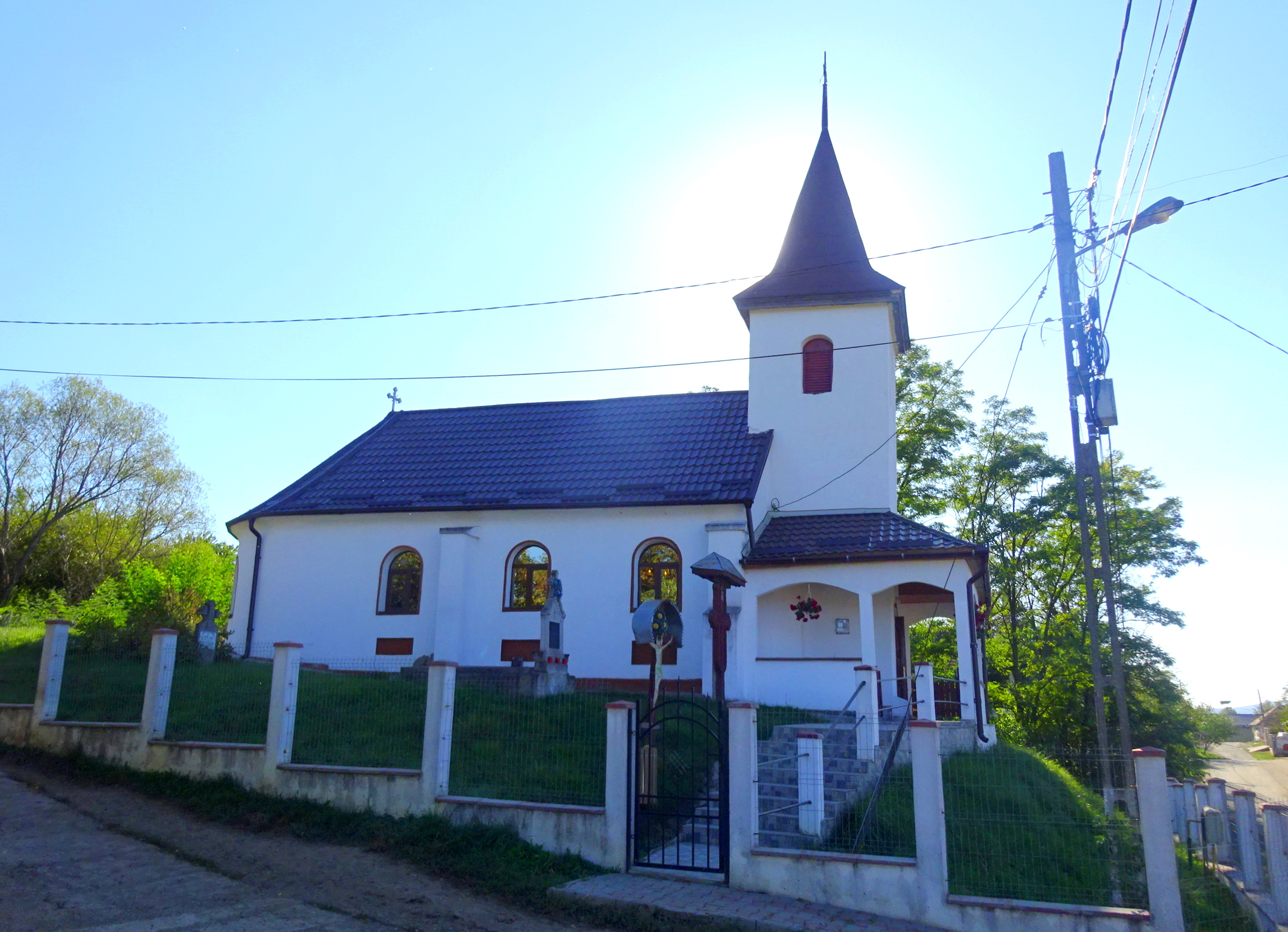
Biserica Sfinții Arhangheli din Bernadea
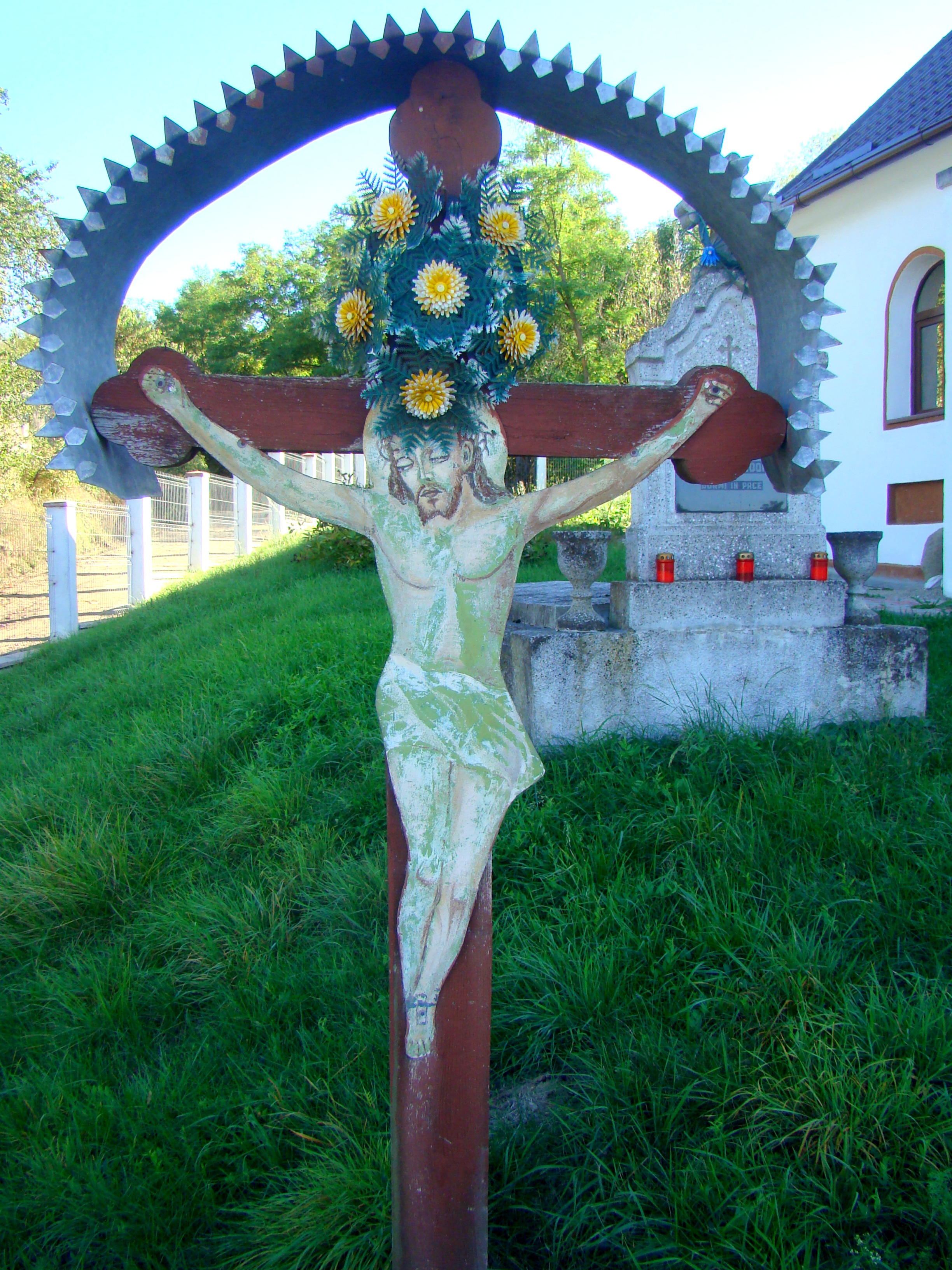
Troița
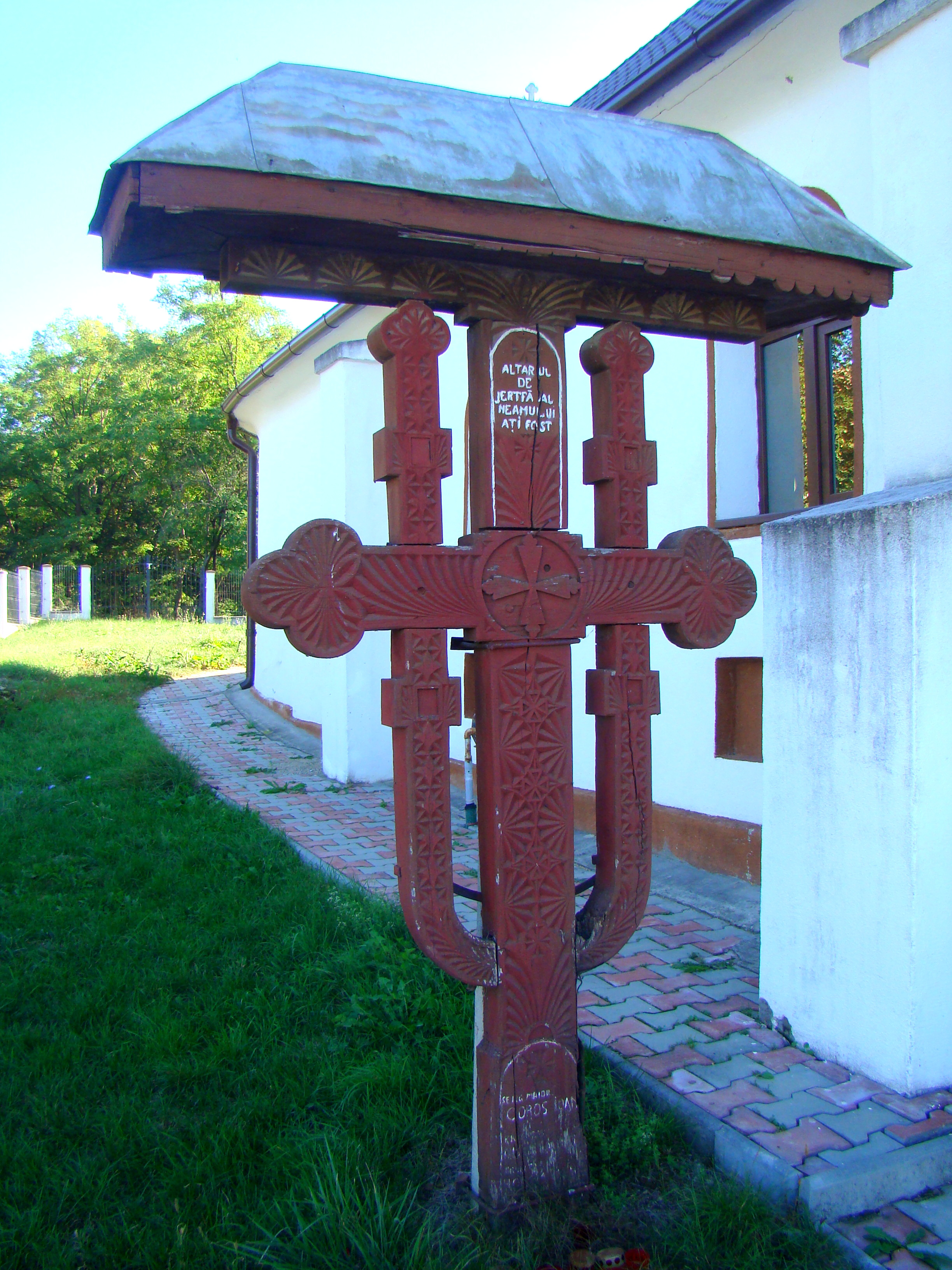
Troița Eroilor
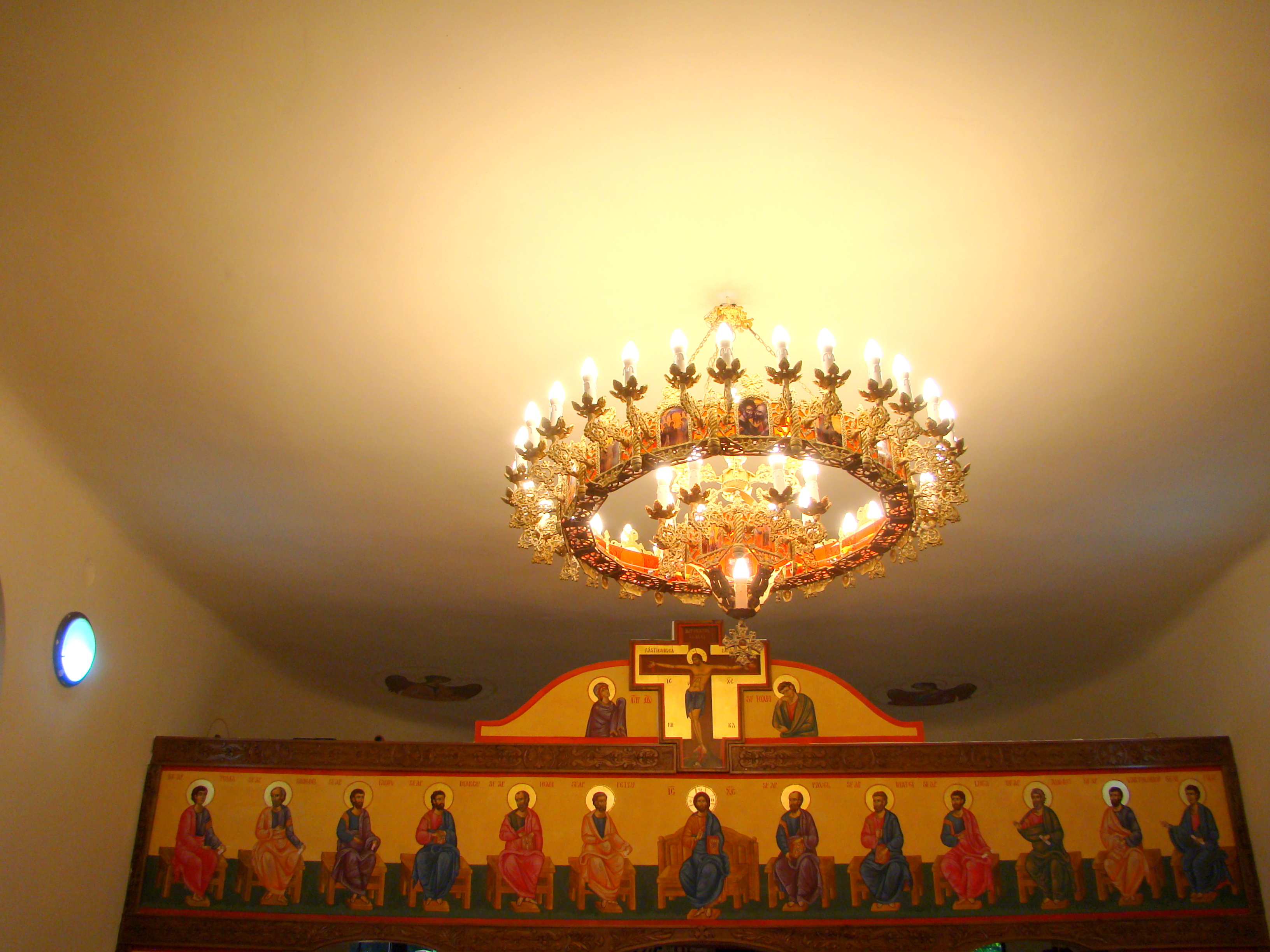
Biserica Sfinții Arhangheli din Bernadea
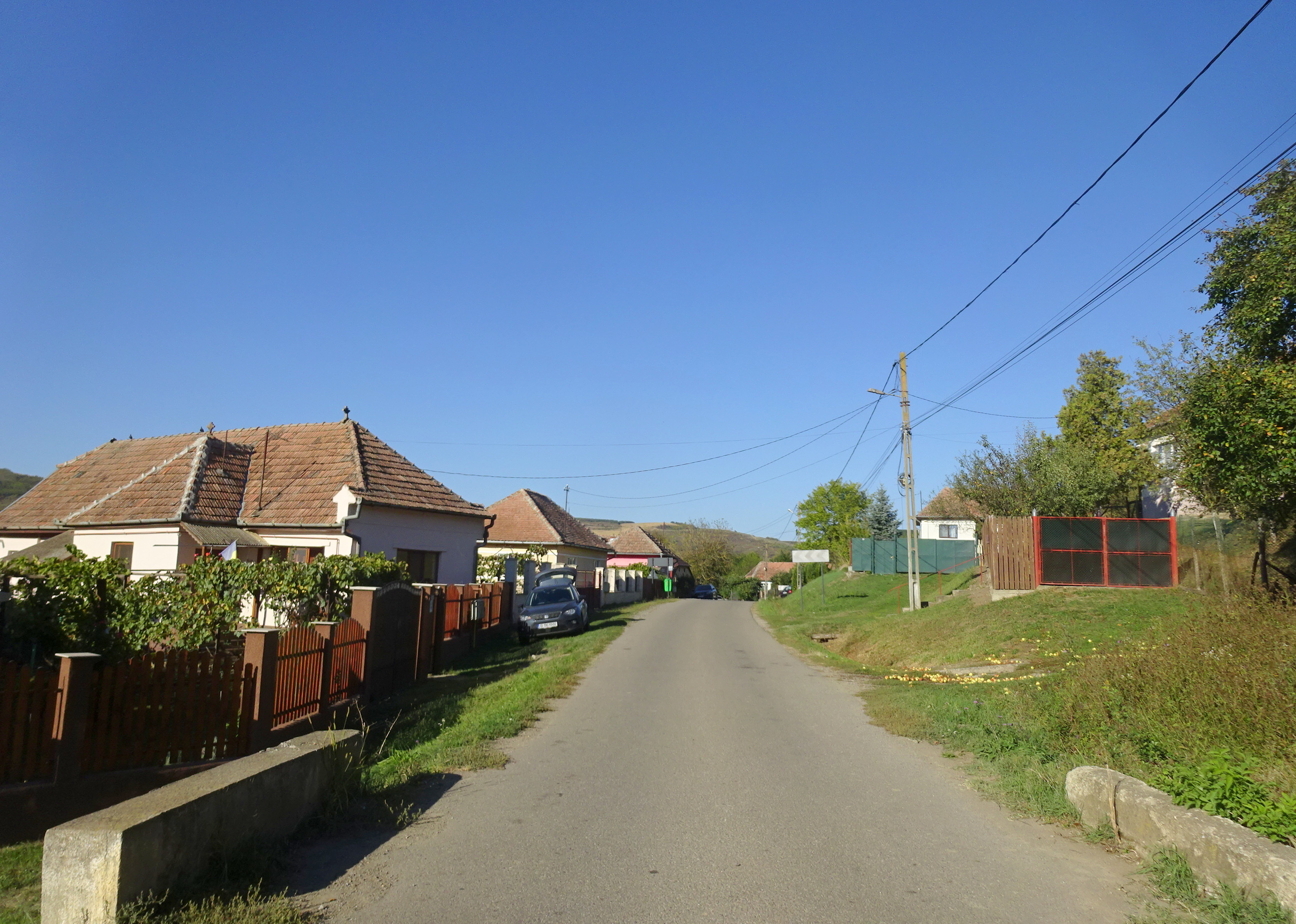
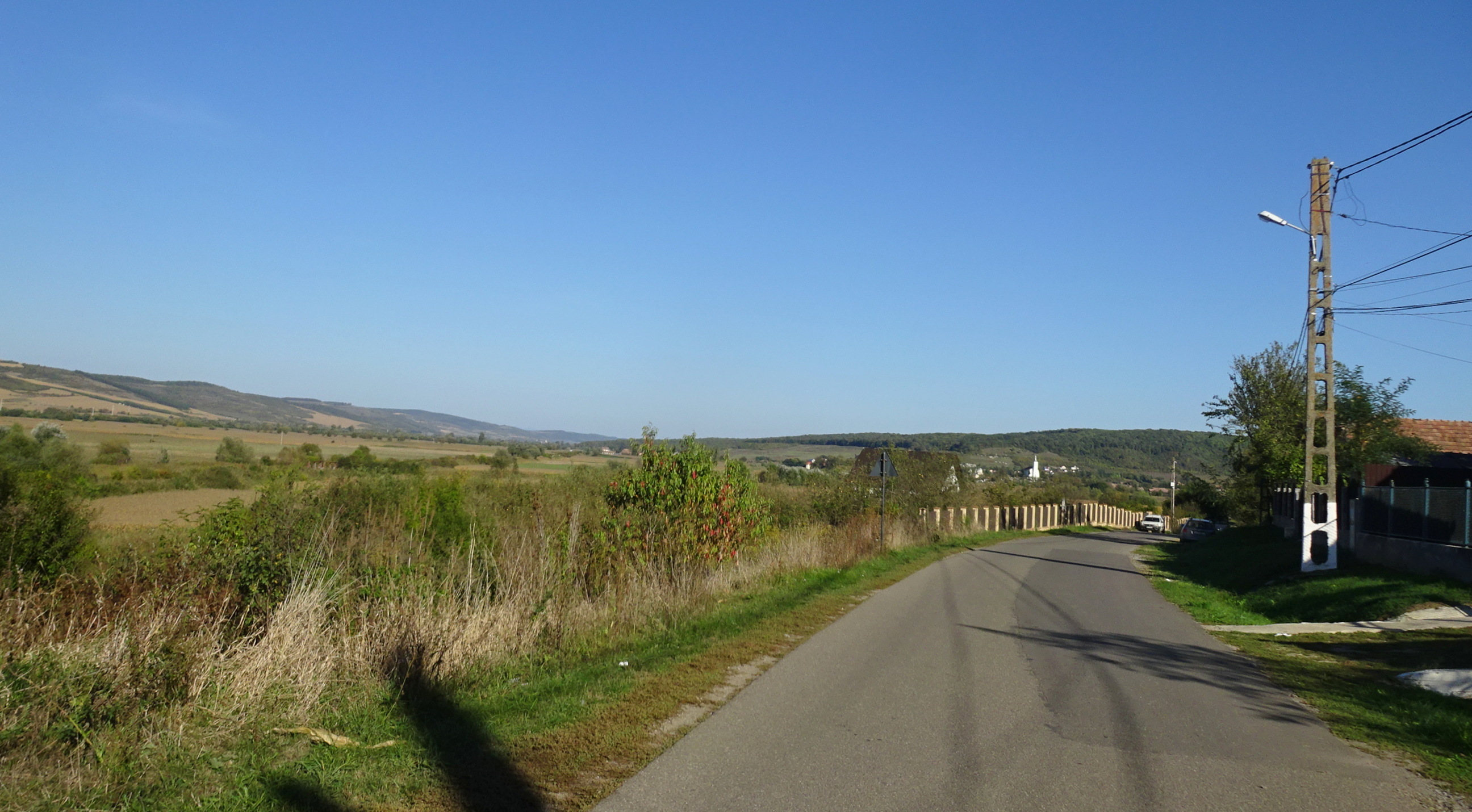
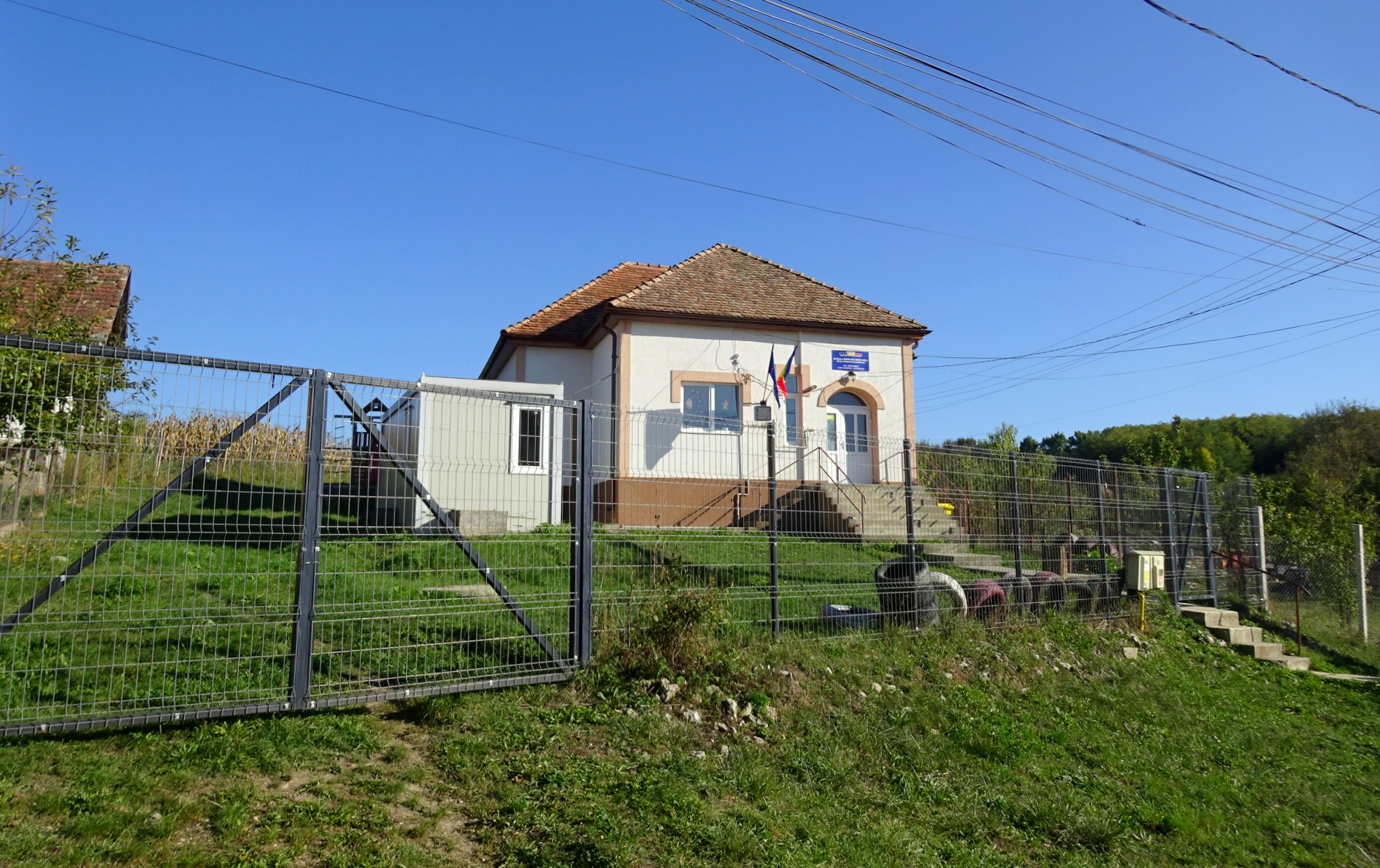
Școala
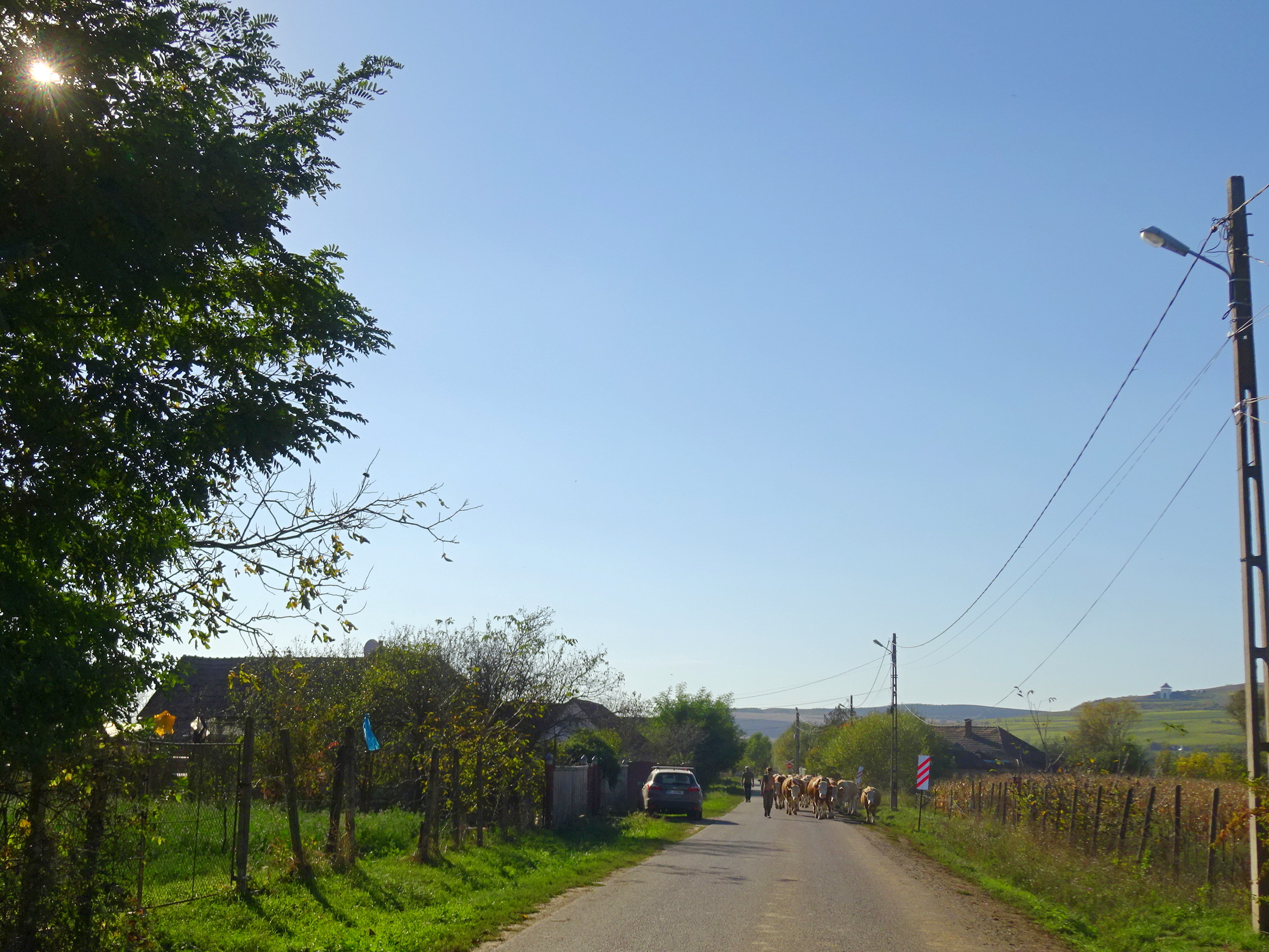
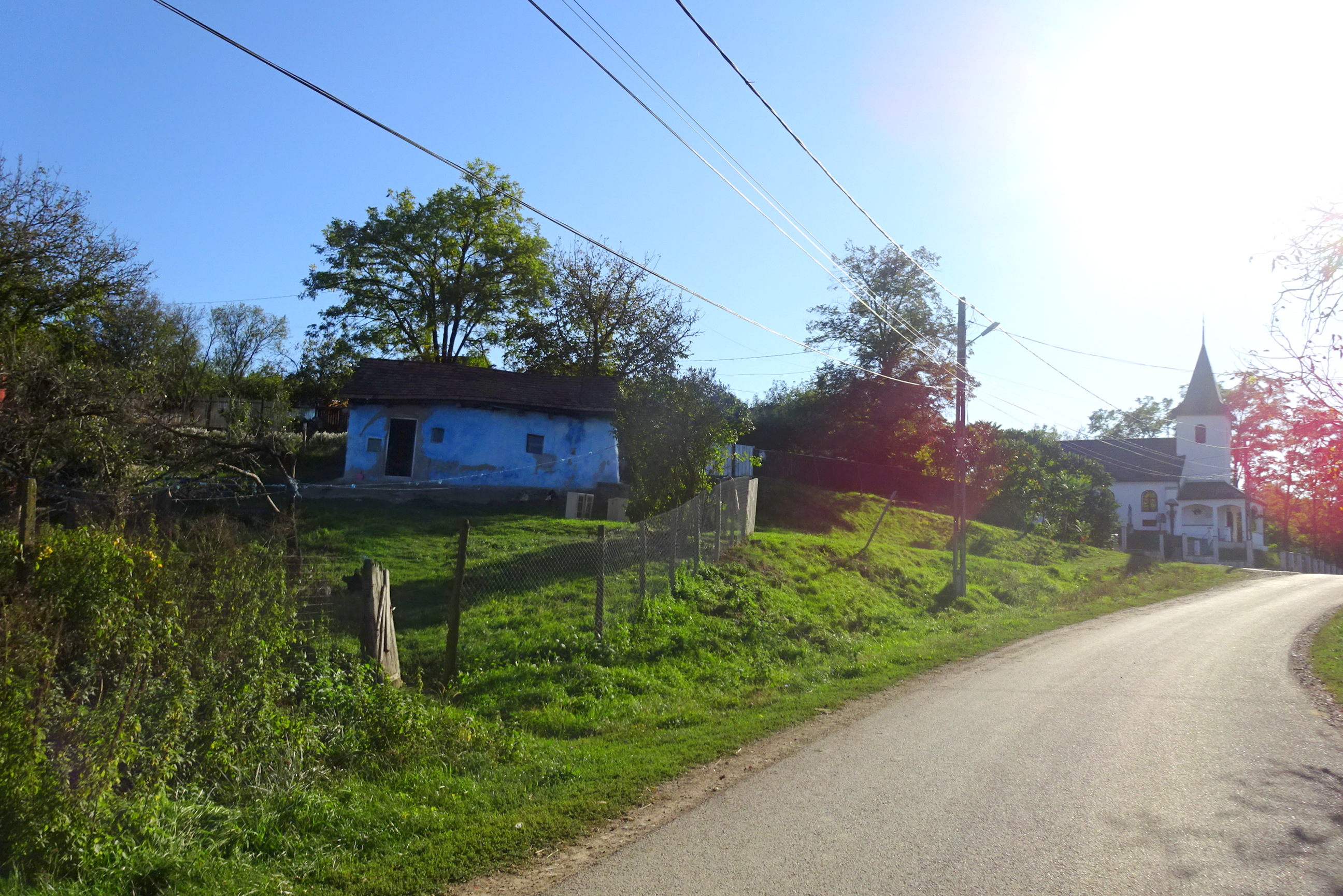
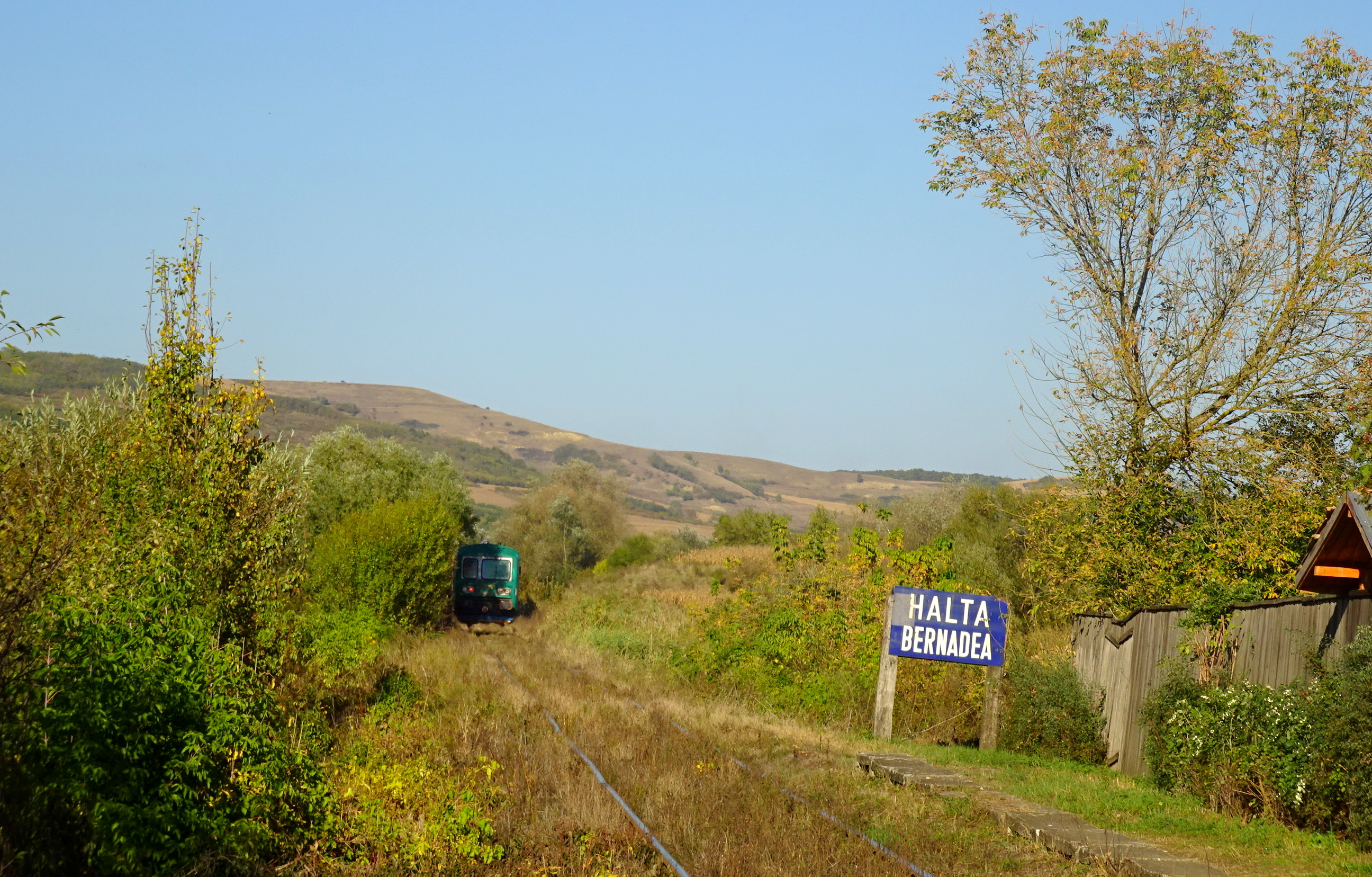
Halta Bernadea
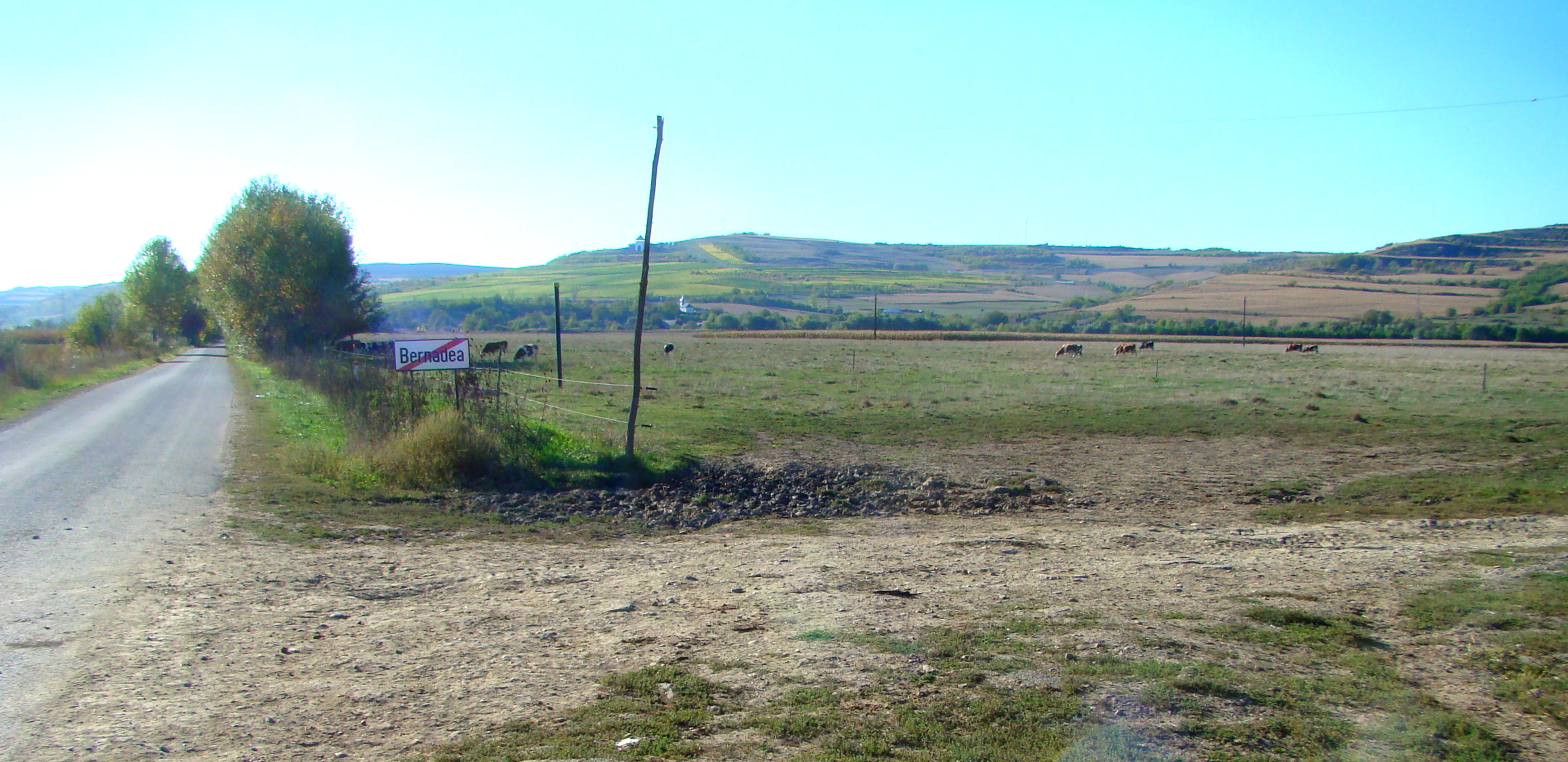